# Unified Video Decoder
Unified Video Decoder (UVD, anteriorment anomenat Universal Video Decoder) és el nom donat a l'ASIC dedicat a la descodificació de vídeo d'AMD. Hi ha diverses versions que implementen multitud de còdecs de vídeo, com ara H.264 i VC-1.
UVD es va introduir amb la sèrie Radeon HD 2000 i està integrat en algunes de les GPU i APU d'AMD. UVD ocupa una quantitat considerable de la superfície de la matriu en el moment de la seva introducció i no s'ha de confondre amb el Video Coding Engine (VCE) d'AMD.
A partir d'AMD Raven Ridge (publicat el gener de 2018), UVD i VCE van ser succeïts per Video Core Next (VCN).

## Visió general
L'UVD es basa en un processador de vídeo ATI Xilleon, que s'incorpora a la mateixa matriu que la GPU i forma part de l'ATI Avivo HD per a la descodificació de vídeo de maquinari, juntament amb el processador de vídeo avançat (AVP). UVD, tal com indica AMD, gestiona la descodificació de còdecs de vídeo H.264/AVC i VC-1 completament en maquinari.
La tecnologia UVD es basa en el processador Cadence Tensilica Xtensa, que va ser autoritzat originalment per ATI Technologies Inc. el 2004.

### UVD/UVD+
En les primeres versions d'UVD, el postprocessament de vídeo es passa als ombres de píxels i als nuclis OpenCL. La descodificació MPEG-2 no es realitza a UVD, sinó als processadors shader. El descodificador compleix els requisits de rendiment i perfil de Blu-ray i HD DVD, descodificant fluxos de bits H.264 fins a una taxa de bits de 40 Mbit/s. Compta amb la codificació aritmètica binària adaptativa al context (CABAC) per a H.264/AVC.
A diferència dels blocs d'acceleració de vídeo de les GPU de generacions anteriors, que exigien una implicació considerable de la CPU de l'amfitrió, UVD descarrega tot el procés de descodificador de vídeo per a VC-1 i H.264, excepte el postprocessament de vídeo, que es descarrega als shaders. La descodificació MPEG-2 també és compatible, però la descodificació de flux de bits/entropia no es realitza per al vídeo MPEG-2 al maquinari.
Anteriorment, ni l'ATI Avivo de la sèrie ATI Radeon R520 ni la PureVideo de la sèrie NVidia Geforce 7 no van assistir a la descompressió front-end de bitstream/entropia en VC-1 i H.264: la CPU amfitriona va realitzar aquest treball. UVD gestiona VLC / CAVLC / CABAC, transformació de freqüència, predicció de píxels i desbloqueig inloop, però passa el postprocessament als shaders. El postprocessament inclou la reducció de soroll, la desentrellaçada i l'escala/redimensionament. AMD també ha afirmat que el component UVD que s'incorpora al nucli de la GPU només ocupa 4.7 mm² d'àrea al node de procés de fabricació de 65 nm.
Una variació de l'UVD, anomenada UVD+, es va introduir amb la sèrie Radeon HD 3000. UVD+ és compatible amb HDCP per a fluxos de vídeo de més alta resolució. Però UVD+ també es comercialitzava com simplement UVD.

### UVD 2
L'UVD va veure una actualització amb el llançament dels productes de la sèrie Radeon HD 4000. L'UVD 2 inclou la descodificació completa de flux de bits de H.264/MPEG-4 AVC, VC-1, així com l'acceleració de nivell iDCT dels fluxos de vídeo MPEG2. Les millores de rendiment permeten la descodificació de flux de vídeo dual i el mode Picture-in-Picture. Això fa que UVD2 sigui compatible amb BD-Live.

### UVD 3
UVD 3 afegeix suport per a la descodificació de maquinari addicional MPEG2 (descodificació d'entropia), DivX i Xvid mitjançant descodificació MPEG-4 Part 2 (descodificació d'entropia, transformació inversa, compensació de moviment) i Blu-ray 3D mitjançant MVC (descodificació d'entropia, transformació inversa, compensació de moviment), juntament amb suport 3D estèreo 120 Hz, i està optimitzat per utilitzar menys potència de processament de la CPU. UVD 3 també afegeix suport per a pantalles estereoscòpiques Blu-ray 3D.

### UVD 6
El descodificador UVD 6.0 i motor de codificació de vídeo i el codificador 3.1 es van utilitzar per primera vegada a les GPU basades en GCN 3, incloent la sèrie Radeon R9 Fury i les APU "Carrizo", seguides de la sèrie AMD Radeon Rx 300 (família de GPU de les Illes Pirates) i la sèrie AMD Radeon Rx 400 (família de GPU de les Illes Àrtiques). També s'anuncia la versió UVD del maquinari del controlador de gràfics basat en "Fiji" i "Carrizo" per oferir suport per a la descodificació de vídeo de maquinari de codificació de vídeo d'alta eficiència (HEVC, H.265), fins a 4K, color de 8 bits (H.265). versió 1, perfil principal); i hi ha suport per al còdec de vídeo HDR de 10 bits tant H.265 com VP9 a la sèrie AMD Radeon 400 amb UVD 6.3.

### UVD 7
El descodificador UVD 7.0 i motor de codificació de vídeo 4.0 s'inclou a les GPU basades en Vega. Però encara no hi ha descodificació de maquinari VP9 amb funció fixa.

### VCN 1
Començant amb els gràfics integrats de l'APU Raven Ridge (Ryzen 2200/2400G), els antics UVD i VCE s'han substituït pel nou "Video Core Next" (VCN). VCN 1.0 afegeix una descodificació completa de maquinari per al còdec VP9.